# Krallenaffen

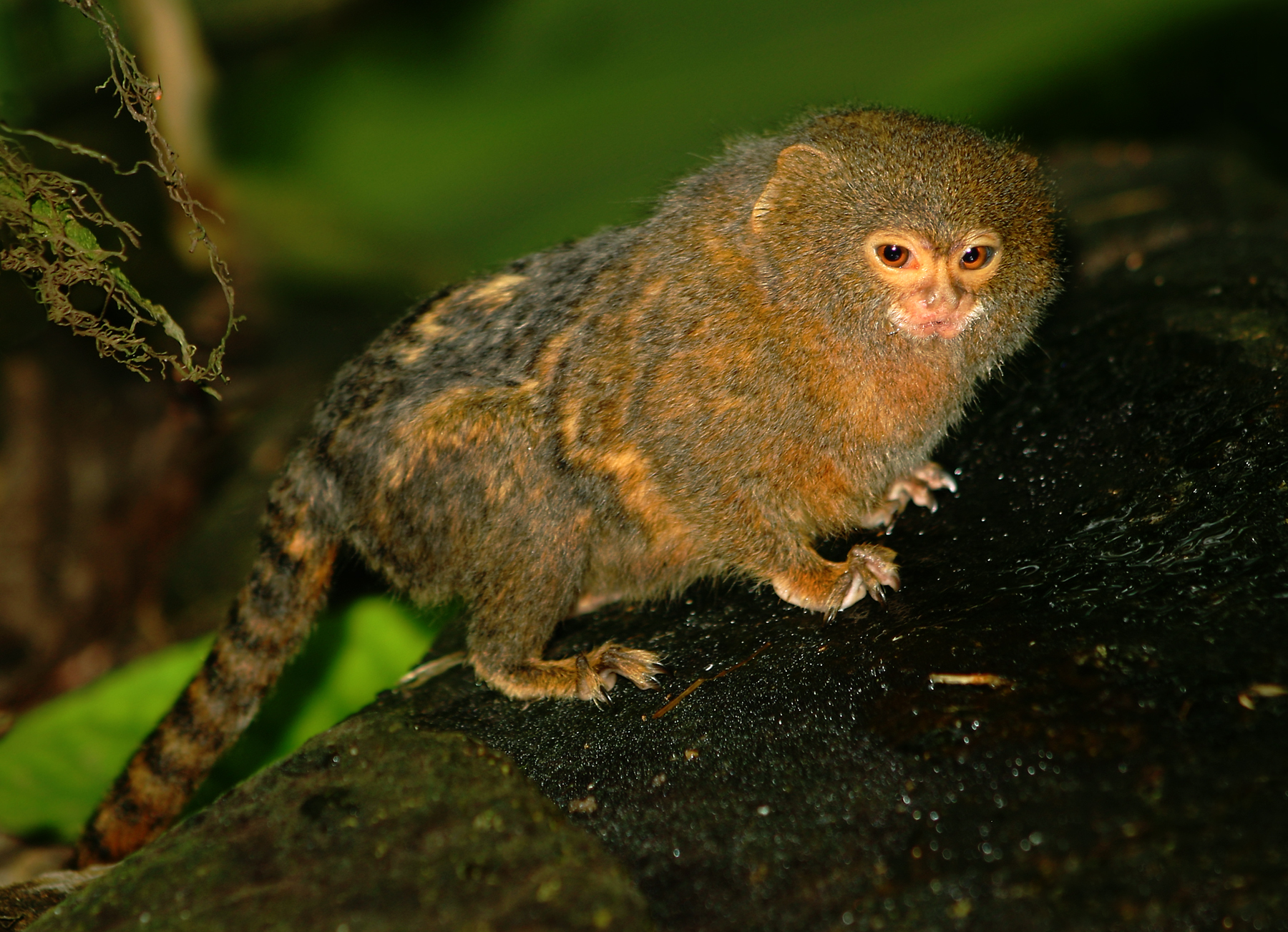
Das Zwergseidenäffchen ist der kleinste Vertreter der Krallenaffen und der Eigentlichen Affen überhaupt

Die Krallenaffen oder Krallenäffchen (Callitrichidae oder Callitrichinae als Unterfamilie der Kapuzinerartigen (Cebidae)) sind eine systematische Gruppe innerhalb der Neuweltaffen (Platyrrhini) – ihre systematische Stellung ist aber umstritten. Es sind kleine, allesfressende Primaten, die hauptsächlich in Südamerika leben. Die Familie umfasst etwa 50 Arten in acht Gattungen: die Tamarine mit den Gattungen Leontocebus und Saguinus, die Löwenäffchen, die Springtamarine und die Gruppe der Marmosetten, die in vier Gattungen unterteilt wird.

## Merkmale
Krallenaffen zählen zu den kleineren Primaten, mit dem Zwergseidenäffchen gehört auch der kleinste Eigentliche Affe überhaupt zu dieser Gruppe. Sie erreichen eine Kopf-Rumpf-Länge von 12 bis 35 Zentimetern, der Schwanz ist mit 15 bis 44 Zentimetern stets deutlich länger als der Körper. Er ist lang und buschig und kann nicht als Greifschwanz eingesetzt werden. Das Gewicht dieser Tiere variiert von 100 bis 600 Gramm.
Ihr Fell ist weich und dicht und bei einigen Arten seidig. Seine Färbung variiert je nach Art von schwarz über verschiedene Braun- und Grautöne bis zu gelb und weiß; häufig sind bestimmte Körperteile kontrastierend gefärbt und Büschel, Schöpfe oder Bärte vorhanden. Die Gliedmaßen sind relativ kurz, die Beine sind etwas länger als die Arme. Namensgebendes Merkmal, das sie von allen anderen Neuweltaffen unterscheidet, sind die Krallen, die sich anstelle von Nägeln an den Fingern und Zehen (mit Ausnahme der Großzehe) befinden. Diese Krallen haben sich vermutlich aus Nägeln entwickelt und sind ein gemeinsames abgeleitetes Merkmal. Sie ermöglichen es den Tieren, an senkrechten Stämmen zu klettern und sogar kopfunter nach Nahrung zu suchen.
Der Kopf der Krallenaffen ist rundlich, die Schnauze relativ kurz. Das Gesicht ist häufig nackt oder nur spärlich behaart. Die Zahnformel ist einzigartig unter den Primaten und lautet I2-C1-P3-M2, insgesamt sind also 32 Zähne vorhanden. Im Gegensatz zu allen anderen Neuweltaffen ist also die Zahl der Molaren von 3 auf 2 reduziert, was vermutlich mit der Verzwergung in Zusammenhang steht – Ausnahme: als einzige Art hat der Springtamarin drei Molaren. Eine weitere Besonderheit im Bau der Zähne ist, dass die oberen Molaren nur drei Höcker auf der Kaufläche aufweisen – hier bildet wieder der Springtamarin eine Ausnahme, der (wie alle übrigen Neuweltaffen) vier Höcker hat. Die Marmosetten und Zwergseidenäffchen zeigen eine einzigartige Spezialisation im Bau der Zähne, die ihnen das Annagen der Baumrinde ermöglicht.

## Verbreitung und Lebensraum

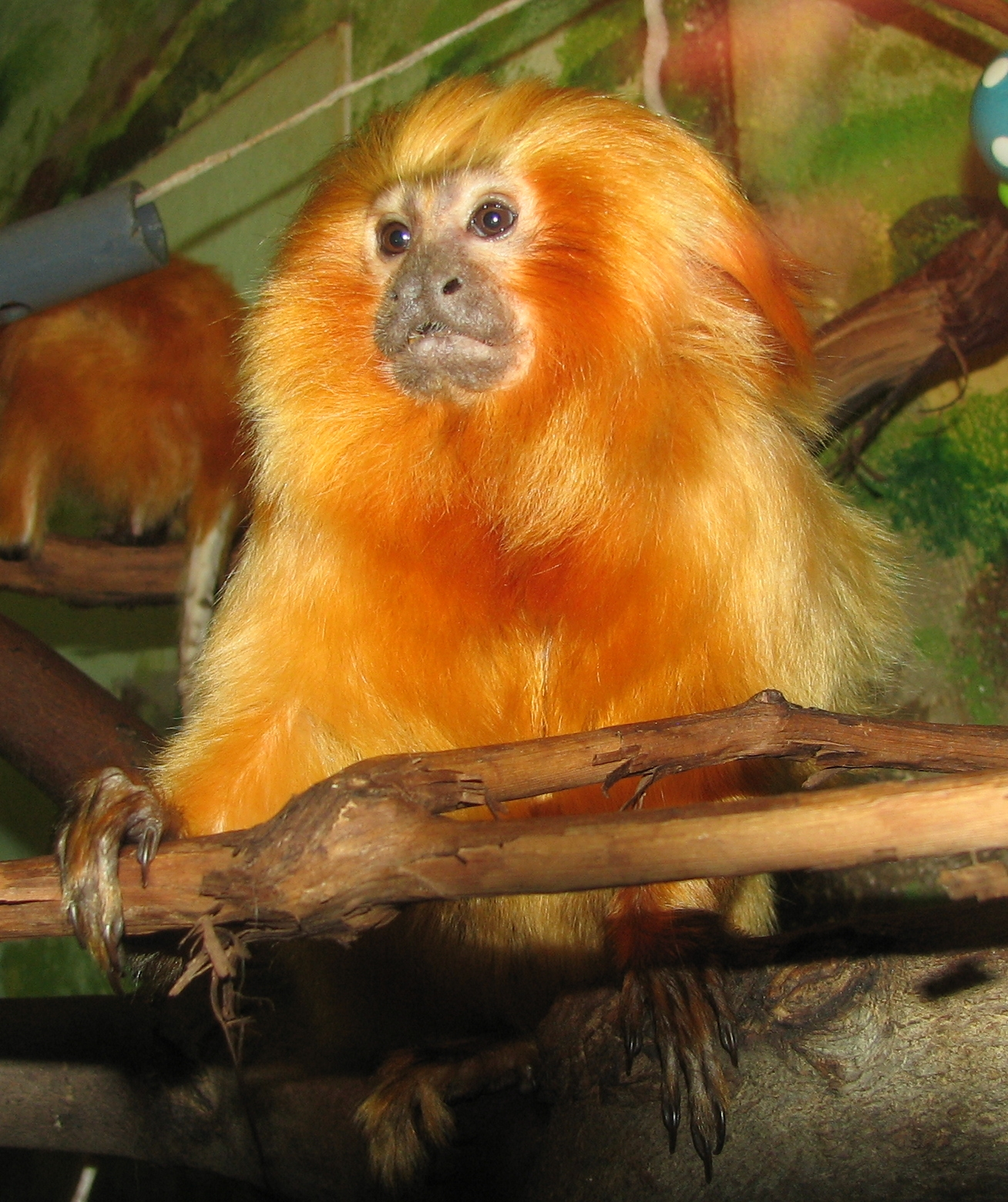
Die Löwenäffchen gehören zu den nicht im Amazonasbecken lebenden Krallenaffen

Krallenaffen leben in den tropischen Wäldern Mittel- und Südamerikas. Die meisten Arten kommen im Amazonasbecken vor, wo sich ihr Verbreitungsgebiet vom östlichen Ecuador und dem nördlichen Bolivien bis in das nordöstliche Brasilien erstreckt. Ausnahmen sind die Büscheläffchen und die Löwenäffchen, die das östliche und südöstliche Brasilien bewohnen, und die oedipus-Gruppe der Tamarine, die im nordwestlichen Kolumbien und in Panama vorkommt.
Lebensraum dieser Tiere sind Wälder, wobei sie häufig Waldformen mit dichtem Unterholz wie Sekundärwälder oder Waldränder bevorzugen. Einige Arten sind anpassungsfähig und können auch in Plantagen oder Gärten leben.

## Lebensweise
Alle Arten sind tagaktiv, in der Nacht schlafen sie in Baumhöhlen oder im Pflanzendickicht. Sie sind Baumbewohner und bewegen sich dort auf allen vieren auf waagrechten Ästen laufend fort, sie können aber auch gut springen und dank ihrer Krallen an senkrechten Baumstämmen klettern. Ihre Bewegungen sind generell schnell und agil.
Krallenaffen leben in Gruppen von 2 bis 15 Tieren. Gruppen bestehen aus einem oder mehreren Männchen, einem oder mehreren Weibchen und dem dazugehörigen Nachwuchs, die Zusammensetzung kann zu einem gewissen Grad variabel sein. Innerhalb der Gruppe ist das Sozialverhalten oft ausgeprägt, die Tiere schlafen oft eng aneinander gekuschelt und pflegen sich gegenseitig ihr Fell. In einem Versuch wurde entdeckt, dass Weißbüschelaffen altruistische Tendenzen zeigen. Dabei ließen sie Artgenossen ohne eine Belohnung oder Gegenleistung – auch nicht zu Fortpflanzungszwecken – Nahrung zukommen.
Krallenaffen kommunizieren mit verschiedenen Lauten (mit denen sie unter anderem vor Fressfeinden warnen), mit Gesichtsausdrücken und Körperhaltungen miteinander. Weiterhin gibt es Geschlechtsdrüsen, die der Markierung und Kommunikation dienen. Es gibt meist nur ein dominantes Weibchen, welches sich in der Gruppe fortpflanzt. Die Pflege des Nachwuchses übernehmen meist die Familienangehörigen.

## Nahrung
Krallenaffen sind Allesfresser, wobei meist Früchte, Nektar und Insekten den Hauptbestandteil der Nahrung bilden. Marmosetten haben ein spezialisiertes Gebiss, mit dem sie Löcher in die Baumrinde nagen können, um so an die Baumsäfte zu gelangen. Diese stellen vor allem in Zeiten, in denen wenig Früchte vorhanden sind, einen wichtigen Bestandteil ihrer Nahrung dar. In geringem Ausmaß verzehren Krallenaffen auch andere Pflanzenteile, kleine Wirbeltiere und Vogeleier.

## Fortpflanzung

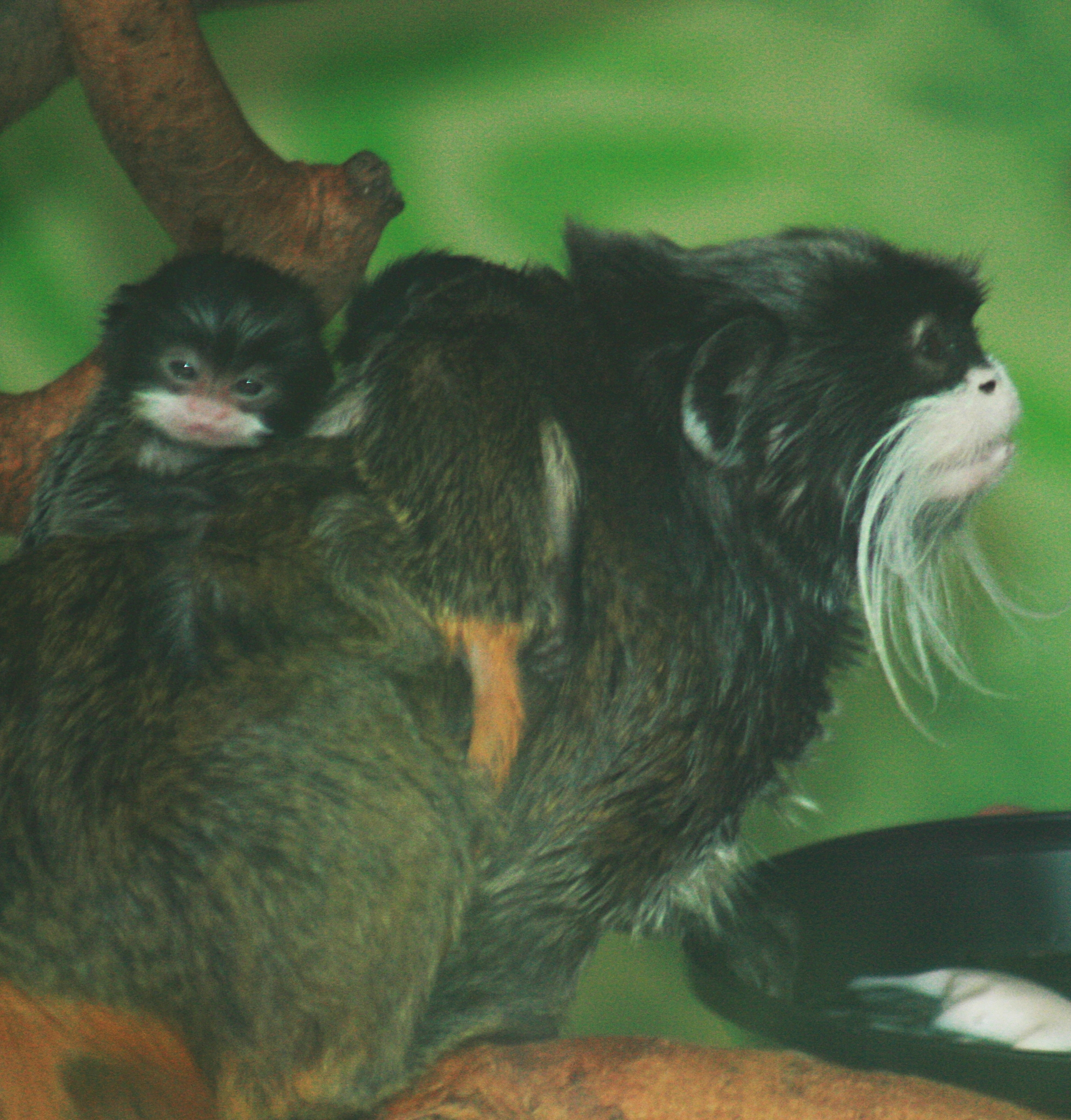
Zwei junge Kaiserschnurrbarttamarine werden von einem ausgewachsenen Tier getragen

Auch wenn es mehrere Weibchen in einer Gruppe gibt, pflanzt sich meist nur das dominante fort. Bei einigen Arten wird das erreicht, indem der Eisprung der übrigen Weibchen unterdrückt wird, möglicherweise durch Pheromone des dominanten Tieres. Bei den Löwenäffchen hingegen dürfte lediglich das Sexualverhalten unterdrückt werden.
Das Paarungsverhalten ist je nach Gruppenzusammensetzung variabel. In Gefangenschaft lässt sich oft ein monogames Verhalten beobachten, das heißt, das Weibchen paart sich nur mit einem Männchen. In freier Wildbahn überwiegt vermutlich eher ein polyandrisches Verhalten, das heißt, das Weibchen pflanzt sich mit mehreren Männchen fort. Diese Polyandrie ist ein unter Primaten sonst sehr selten zu beobachtendes Phänomen.
Zweimal im Jahr bringt das Weibchen nach einer rund 130- bis 150-tägigen Tragzeit ein bis drei Junge zur Welt. Zu 80 Prozent besteht der Nachwuchs jedoch aus zweieiigen Zwillingen. Man geht davon aus, dass es dem Weibchen leichter fällt, zwei kleinere Junge zu gebären als ein großes. Das Fortpflanzungssystem ist einzigartig unter den Säugetieren: Die Zwillinge stammen von getrennt befruchteten Eiern (sind also zweieiig), die Plazentamembranen wachsen jedoch zusammen, dabei kommt es zum Zellaustausch zwischen den Embryonen (Chimärismus). Eine Untersuchung bei Kuhl-Büschelaffen ergab, dass sie das verschiedene Erbgut nicht nur in Blut-, sondern auch in Geschlechtszellen tragen und so bei der Paarung nicht notwendigerweise die eigenen Gameten, sondern möglicherweise die Erbinformationen ihrer Geschwister weitergeben. Eine Ausnahme von diesem Schema stellt der Springtamarin dar, bei dem Einlingsgeburten überwiegen. Die Fortpflanzungsrate ist relativ hoch, schon nach fünf bis acht Monaten nach der Geburt kann das Weibchen erneut werfen.
Die Jungtiere sind bei der Geburt sehr groß, sie erreichen gemeinsam rund 25 Prozent des Gewichtes der Mutter. Die Männchen der Gruppe beteiligen sich intensiv an der Jungenaufzucht, oft auch die untergeordneten Weibchen und die älteren Geschwister. Sie tragen die Jungtiere und beschäftigen sich mit ihnen und übergeben sie der Mutter nur zum Säugen. Ausnahme ist wiederum der Springtamarin, bei dem die Männchen erst nach drei Wochen beginnen, sich am Tragen zu beteiligen.
Nach einem Monat beginnen die Jungen, feste Nahrung zu sich zu nehmen, nach einigen Monaten werden sie vollständig entwöhnt. Nach zwölf bis achtzehn Monaten sind sie geschlechtsreif.
Die Lebenserwartung der Krallenaffen kann in menschlicher Obhut bis zu 28 Jahre betragen.

## Krallenaffen und Menschen

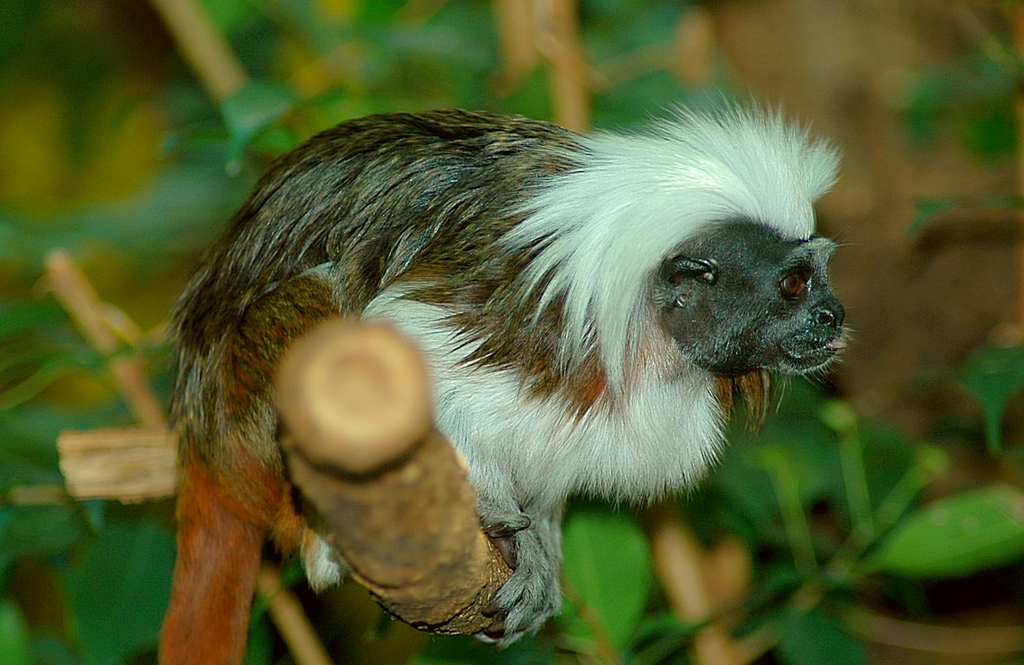
Der Lisztaffe zählt zu den gefährdetsten Krallenaffenarten

Die Vernichtung ihres Lebensraumes durch Abholzung der Regenwälder stellt die größte Bedrohung der Krallenaffen dar. Wie bei anderen südamerikanischen Tieren sind die Bewohner der atlantischen Küstenwälder, etwa die Löwenäffchen, besonders von den Einschränkungen ihres Lebensraums betroffen. Hinzu kommt, dass mancherorts Tiere eingefangen und zu Heimtieren gemacht werden. Die Bejagung wegen ihres Fleisches spielt im Gegensatz zu anderen Neuweltaffen wegen ihrer geringen Ausmaße keine Rolle. Aufgrund ihrer Anpassungsfähigkeit, und weil sie oft in der Nähe des Menschen leben können, sind Krallenaffen manchmal weniger gefährdet als größere Primaten. So konnten sich mehrere Büschelaffenarten in Regionen im Osten Brasiliens ausbreiten, in denen sie ursprünglich nicht heimisch waren.
Manche Arten wie der Lisztaffe und der Weißbüschelaffe werden bis heute bei Tierversuchen eingesetzt.

## Systematik

### Äußere Systematik
Die systematische Stellung der Krallenaffen innerhalb der Neuweltaffen ist umstritten. Aufgrund ihrer einzigartigen Merkmale (Krallen, Molarenanzahl und Gebärweise) wurden sie als Familie Callitrichidae allen anderen Neuweltaffen gegenübergestellt, die als Cebidae zusammengefasst wurden, und galten dabei als urtümlichster Zweig.
Morphologische und molekulare Untersuchungen haben ergeben, dass die Cebidae in diesem Sinn eine paraphyletische Gruppe sind, das heißt einige Vertreter näher mit den Krallenaffen verwandt sind als untereinander. Auch sind die Krallenaffen keine primitive Gruppe, sondern hochspezialisierte und sekundär verzwergte Neuweltaffen.

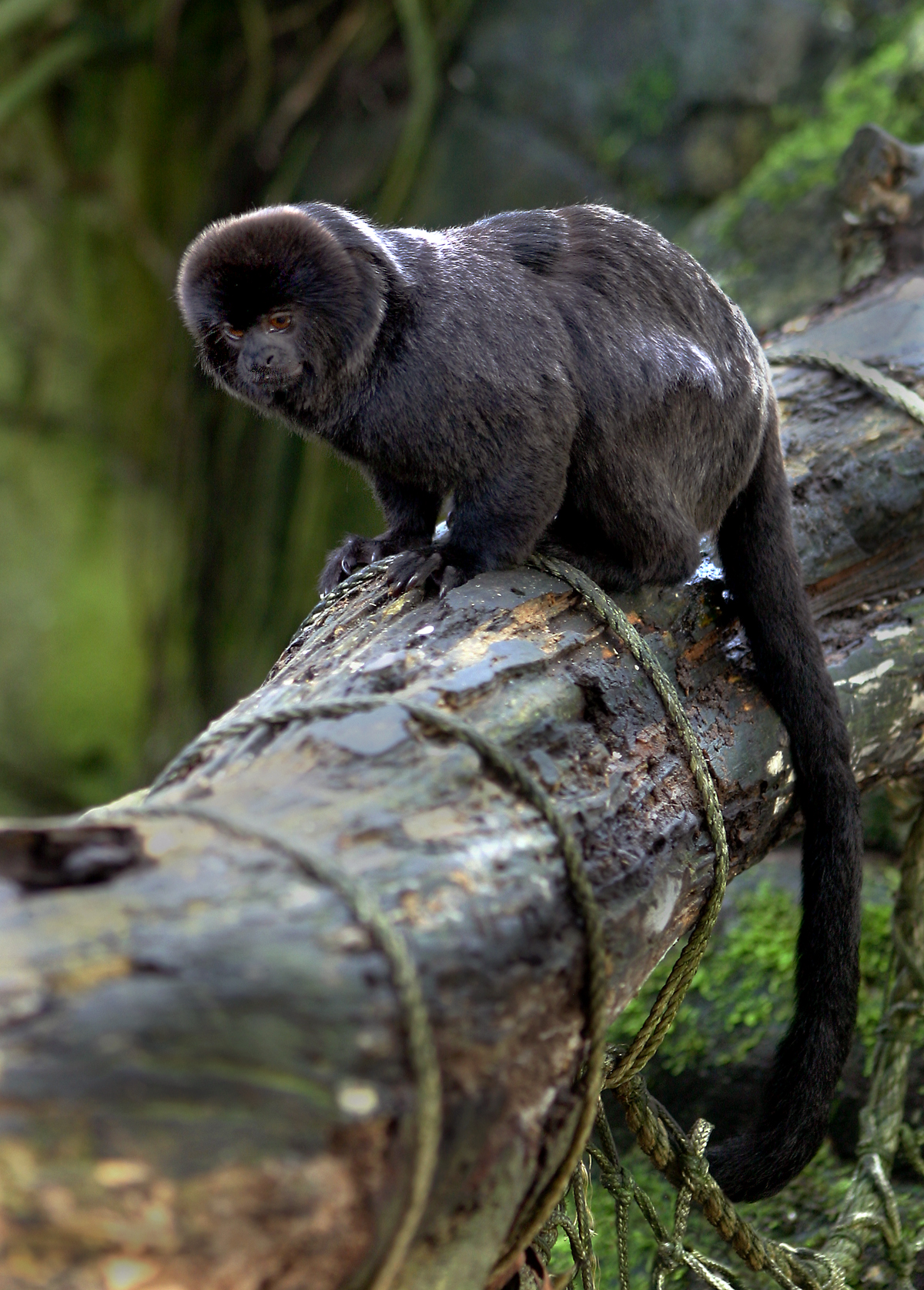
Die Stellung des Springtamarins ist das größte Problem der inneren Systematik der Krallenaffen

Sehr wahrscheinlich bilden die Krallenaffen zusammen mit den Kapuzineraffen (Cebinae), den Totenkopfaffen (Saimiri) und den Nachtaffen (Aotus) eine gemeinsame Abstammungslinie. Die Verwandtschaftsverhältnisse und die systematischen Klassifikationen innerhalb dieser Abstammungslinie sind aber umstritten. Weitgefasste Systematiken fassen alle Tiere dieser Abstammungslinie zu einer Familie Cebidae zusammen. Andere Sichtweisen sehen in den Krallenaffen eine Unterfamilie (Callitrichinae) der Cebidae – unter Ausschluss der Nachtaffen. Eine weitere Sichtweise fasst die Cebidae enger (nur Kapuziner- und Totenkopfaffen) und sieht die Nachtaffen (als Aotidae) und die Krallenaffen (Callitrichidae) als jeweils eigene Familien. Auch aufgrund der unsicheren Stellung der Nachtaffen wird dieser Sichtweise hier bis auf weiteres der Vorzug gegeben.

### Innere Systematik
Innerhalb der Krallenaffen werden acht Gattungen unterschieden: die zwei Gattungen der Tamarine, die Löwenäffchen, der Springtamarin, die Büschelaffen, die Seidenäffchen, das Schwarzkronen-Seidenäffchen und das Zwergseidenäffchen, die letzten vier bilden die Gattungsgruppe der Marmosetten. Der Springtamarin zeigt die größten Abweichungen, er hat wie die übrigen Neuweltaffen noch drei Molaren und bringt vorwiegend Einlinge zur Welt. Aufgrund dieser Abweichungen wurde er häufig in eine eigene Unterfamilie (Callimiconinae) oder gar Familie (Callimiconidae) neben den Krallenaffen gestellt. Molekulare Untersuchungen stellen ihn allerdings konsequent in die Nähe der Marmosetten, sodass sich für die Gattungen der Krallenaffen folgendes Kladogramm ergibt:
|  | \| \| Seidenäffchen (Mico) \| \| \| \| \| \| Schwarzkronen-Seidenäffchen (Callibella) \| \| \| \| |
|  |                                                                                                   |
|  | Zwergseidenäffchen (Cebuella)                                                                     |
|  |                                                                                                   |
|  | Seidenäffchen (Mico)                                                                              |
|  |                                                                                                   |
|  | Schwarzkronen-Seidenäffchen (Callibella)                                                          |
|  |                                                                                                   |

|  | Seidenäffchen (Mico)                     |
|  |                                          |
|  | Schwarzkronen-Seidenäffchen (Callibella) |
|  |                                          |

|  | \| \| Seidenäffchen (Mico) \| \| \| \| \| \| Schwarzkronen-Seidenäffchen (Callibella) \| \| \| \| |
|  |                                                                                                   |
|  | Zwergseidenäffchen (Cebuella)                                                                     |
|  |                                                                                                   |
|  | Seidenäffchen (Mico)                                                                              |
|  |                                                                                                   |
|  | Schwarzkronen-Seidenäffchen (Callibella)                                                          |
|  |                                                                                                   |

|  | Seidenäffchen (Mico)                     |
|  |                                          |
|  | Schwarzkronen-Seidenäffchen (Callibella) |
|  |                                          |

|  | \| \| Seidenäffchen (Mico) \| \| \| \| \| \| Schwarzkronen-Seidenäffchen (Callibella) \| \| \| \| |
|  |                                                                                                   |
|  | Zwergseidenäffchen (Cebuella)                                                                     |
|  |                                                                                                   |
|  | Seidenäffchen (Mico)                                                                              |
|  |                                                                                                   |
|  | Schwarzkronen-Seidenäffchen (Callibella)                                                          |
|  |                                                                                                   |

|  | Seidenäffchen (Mico)                     |
|  |                                          |
|  | Schwarzkronen-Seidenäffchen (Callibella) |
|  |                                          |

|  | \| \| Seidenäffchen (Mico) \| \| \| \| \| \| Schwarzkronen-Seidenäffchen (Callibella) \| \| \| \| |
|  |                                                                                                   |
|  | Zwergseidenäffchen (Cebuella)                                                                     |
|  |                                                                                                   |
|  | Seidenäffchen (Mico)                                                                              |
|  |                                                                                                   |
|  | Schwarzkronen-Seidenäffchen (Callibella)                                                          |
|  |                                                                                                   |

|  | Seidenäffchen (Mico)                     |
|  |                                          |
|  | Schwarzkronen-Seidenäffchen (Callibella) |
|  |                                          |

|  | \| \| Seidenäffchen (Mico) \| \| \| \| \| \| Schwarzkronen-Seidenäffchen (Callibella) \| \| \| \| |
|  |                                                                                                   |
|  | Zwergseidenäffchen (Cebuella)                                                                     |
|  |                                                                                                   |
|  | Seidenäffchen (Mico)                                                                              |
|  |                                                                                                   |
|  | Schwarzkronen-Seidenäffchen (Callibella)                                                          |
|  |                                                                                                   |

|  | Seidenäffchen (Mico)                     |
|  |                                          |
|  | Schwarzkronen-Seidenäffchen (Callibella) |
|  |                                          |

|  | \| \| Seidenäffchen (Mico) \| \| \| \| \| \| Schwarzkronen-Seidenäffchen (Callibella) \| \| \| \| |
|  |                                                                                                   |
|  | Zwergseidenäffchen (Cebuella)                                                                     |
|  |                                                                                                   |
|  | Seidenäffchen (Mico)                                                                              |
|  |                                                                                                   |
|  | Schwarzkronen-Seidenäffchen (Callibella)                                                          |
|  |                                                                                                   |

|  | Seidenäffchen (Mico)                     |
|  |                                          |
|  | Schwarzkronen-Seidenäffchen (Callibella) |
|  |                                          |

|  | \| \| Seidenäffchen (Mico) \| \| \| \| \| \| Schwarzkronen-Seidenäffchen (Callibella) \| \| \| \| |
|  |                                                                                                   |
|  | Zwergseidenäffchen (Cebuella)                                                                     |
|  |                                                                                                   |
|  | Seidenäffchen (Mico)                                                                              |
|  |                                                                                                   |
|  | Schwarzkronen-Seidenäffchen (Callibella)                                                          |
|  |                                                                                                   |

|  | Seidenäffchen (Mico)                     |
|  |                                          |
|  | Schwarzkronen-Seidenäffchen (Callibella) |
|  |                                          |

|  | \| \| Seidenäffchen (Mico) \| \| \| \| \| \| Schwarzkronen-Seidenäffchen (Callibella) \| \| \| \| |
|  |                                                                                                   |
|  | Zwergseidenäffchen (Cebuella)                                                                     |
|  |                                                                                                   |
|  | Seidenäffchen (Mico)                                                                              |
|  |                                                                                                   |
|  | Schwarzkronen-Seidenäffchen (Callibella)                                                          |
|  |                                                                                                   |

|  | Seidenäffchen (Mico)                     |
|  |                                          |
|  | Schwarzkronen-Seidenäffchen (Callibella) |
|  |                                          |

|  | Leontocebus |
|  |             |
|  | Saguinus    |
|  |             |

|  | \| \| Seidenäffchen (Mico) \| \| \| \| \| \| Schwarzkronen-Seidenäffchen (Callibella) \| \| \| \| |
|  |                                                                                                   |
|  | Zwergseidenäffchen (Cebuella)                                                                     |
|  |                                                                                                   |
|  | Seidenäffchen (Mico)                                                                              |
|  |                                                                                                   |
|  | Schwarzkronen-Seidenäffchen (Callibella)                                                          |
|  |                                                                                                   |

|  | Seidenäffchen (Mico)                     |
|  |                                          |
|  | Schwarzkronen-Seidenäffchen (Callibella) |
|  |                                          |

|  | \| \| Seidenäffchen (Mico) \| \| \| \| \| \| Schwarzkronen-Seidenäffchen (Callibella) \| \| \| \| |
|  |                                                                                                   |
|  | Zwergseidenäffchen (Cebuella)                                                                     |
|  |                                                                                                   |
|  | Seidenäffchen (Mico)                                                                              |
|  |                                                                                                   |
|  | Schwarzkronen-Seidenäffchen (Callibella)                                                          |
|  |                                                                                                   |

|  | Seidenäffchen (Mico)                     |
|  |                                          |
|  | Schwarzkronen-Seidenäffchen (Callibella) |
|  |                                          |

|  | \| \| Seidenäffchen (Mico) \| \| \| \| \| \| Schwarzkronen-Seidenäffchen (Callibella) \| \| \| \| |
|  |                                                                                                   |
|  | Zwergseidenäffchen (Cebuella)                                                                     |
|  |                                                                                                   |
|  | Seidenäffchen (Mico)                                                                              |
|  |                                                                                                   |
|  | Schwarzkronen-Seidenäffchen (Callibella)                                                          |
|  |                                                                                                   |

|  | Seidenäffchen (Mico)                     |
|  |                                          |
|  | Schwarzkronen-Seidenäffchen (Callibella) |
|  |                                          |

|  | \| \| Seidenäffchen (Mico) \| \| \| \| \| \| Schwarzkronen-Seidenäffchen (Callibella) \| \| \| \| |
|  |                                                                                                   |
|  | Zwergseidenäffchen (Cebuella)                                                                     |
|  |                                                                                                   |
|  | Seidenäffchen (Mico)                                                                              |
|  |                                                                                                   |
|  | Schwarzkronen-Seidenäffchen (Callibella)                                                          |
|  |                                                                                                   |

|  | Seidenäffchen (Mico)                     |
|  |                                          |
|  | Schwarzkronen-Seidenäffchen (Callibella) |
|  |                                          |

|  | \| \| Seidenäffchen (Mico) \| \| \| \| \| \| Schwarzkronen-Seidenäffchen (Callibella) \| \| \| \| |
|  |                                                                                                   |
|  | Zwergseidenäffchen (Cebuella)                                                                     |
|  |                                                                                                   |
|  | Seidenäffchen (Mico)                                                                              |
|  |                                                                                                   |
|  | Schwarzkronen-Seidenäffchen (Callibella)                                                          |
|  |                                                                                                   |

|  | Seidenäffchen (Mico)                     |
|  |                                          |
|  | Schwarzkronen-Seidenäffchen (Callibella) |
|  |                                          |

|  | \| \| Seidenäffchen (Mico) \| \| \| \| \| \| Schwarzkronen-Seidenäffchen (Callibella) \| \| \| \| |
|  |                                                                                                   |
|  | Zwergseidenäffchen (Cebuella)                                                                     |
|  |                                                                                                   |
|  | Seidenäffchen (Mico)                                                                              |
|  |                                                                                                   |
|  | Schwarzkronen-Seidenäffchen (Callibella)                                                          |
|  |                                                                                                   |

|  | Seidenäffchen (Mico)                     |
|  |                                          |
|  | Schwarzkronen-Seidenäffchen (Callibella) |
|  |                                          |

|  | \| \| Seidenäffchen (Mico) \| \| \| \| \| \| Schwarzkronen-Seidenäffchen (Callibella) \| \| \| \| |
|  |                                                                                                   |
|  | Zwergseidenäffchen (Cebuella)                                                                     |
|  |                                                                                                   |
|  | Seidenäffchen (Mico)                                                                              |
|  |                                                                                                   |
|  | Schwarzkronen-Seidenäffchen (Callibella)                                                          |
|  |                                                                                                   |

|  | Seidenäffchen (Mico)                     |
|  |                                          |
|  | Schwarzkronen-Seidenäffchen (Callibella) |
|  |                                          |

|  | \| \| Seidenäffchen (Mico) \| \| \| \| \| \| Schwarzkronen-Seidenäffchen (Callibella) \| \| \| \| |
|  |                                                                                                   |
|  | Zwergseidenäffchen (Cebuella)                                                                     |
|  |                                                                                                   |
|  | Seidenäffchen (Mico)                                                                              |
|  |                                                                                                   |
|  | Schwarzkronen-Seidenäffchen (Callibella)                                                          |
|  |                                                                                                   |

|  | Seidenäffchen (Mico)                     |
|  |                                          |
|  | Schwarzkronen-Seidenäffchen (Callibella) |
|  |                                          |

|  | Leontocebus |
|  |             |
|  | Saguinus    |
|  |             |

Die Besonderheiten des Springtamarins ließen sich dadurch erklären, dass es bei den Krallenaffen mehrmals unabhängig voneinander zum Verlust des dritten Molars gekommen ist und dass der Springtamarin sekundär wieder zur Einlingsgeburt gewechselt ist, da es sehr unwahrscheinlich ist, dass das einzigartige Fortpflanzungsverhalten bei Tamarinen und Marmosetten zweimal entstanden ist.
Heute werden etwa 50 Arten von Krallenaffen unterschieden:
- Tamarine
  - Leontocebus[7]
    - Cruz-Lima-Braunrückentamarin (Leontocebus cruzlimai)
    - Brauner Sattelrückentamarin (Leontocebus fuscus)
    - Braunrückentamarin (Leontocebus fuscicollis)
    - Schwarzkopftamarin (Leontocebus illigeri)
    - Rotschultertamarin (Leontocebus lagonotus)
    - Anden-Sattelrückentamarin (Leontocebus leucogenys)
    - Schwarzrückentamarin (Leontocebus nigricollis)
    - Schwarzstirntamarin (Leontocebus nigrifrons)
    - Goldmanteltamarin (Leontocebus tripartitus)
    - Schwarzmanteltamarin (Leontocebus weddelli)

  - Saguinus
    - Zweifarbentamarin oder Manteläffchen (Saguinus bicolor)
    - Geoffroy-Perückenaffe (Saguinus geoffroyi)
    - Kaiserschnurrbarttamarin (Saguinus imperator)
    - Marmorgesichttamarin (Saguinus inustus)
    - Saguinus kulina[8]
    - Rotbauchtamarin (Saguinus labiatus)
    - Weißfußtamarin oder Weißfußaffe (Saguinus leucopus)
    - Martin-Tamarin (Saguinus martinsi)
    - Rothandtamarin (Saguinus midas)
    - Schnurrbarttamarin (Saguinus mystax)
    - Schwarzhandtamarin (Saguinus niger)
    - Lisztaffe (Saguinus oedipus)
    - Rotkappentamarin (Saguinus pileatus)[8]
    - Schwarzer Tamarin (Saguinus ursula)[9]
- Löwenäffchen (Leontopithecus)
  - Goldenes Löwenäffchen (Leontopithecus rosalia)Goldenes Löwenäffchen

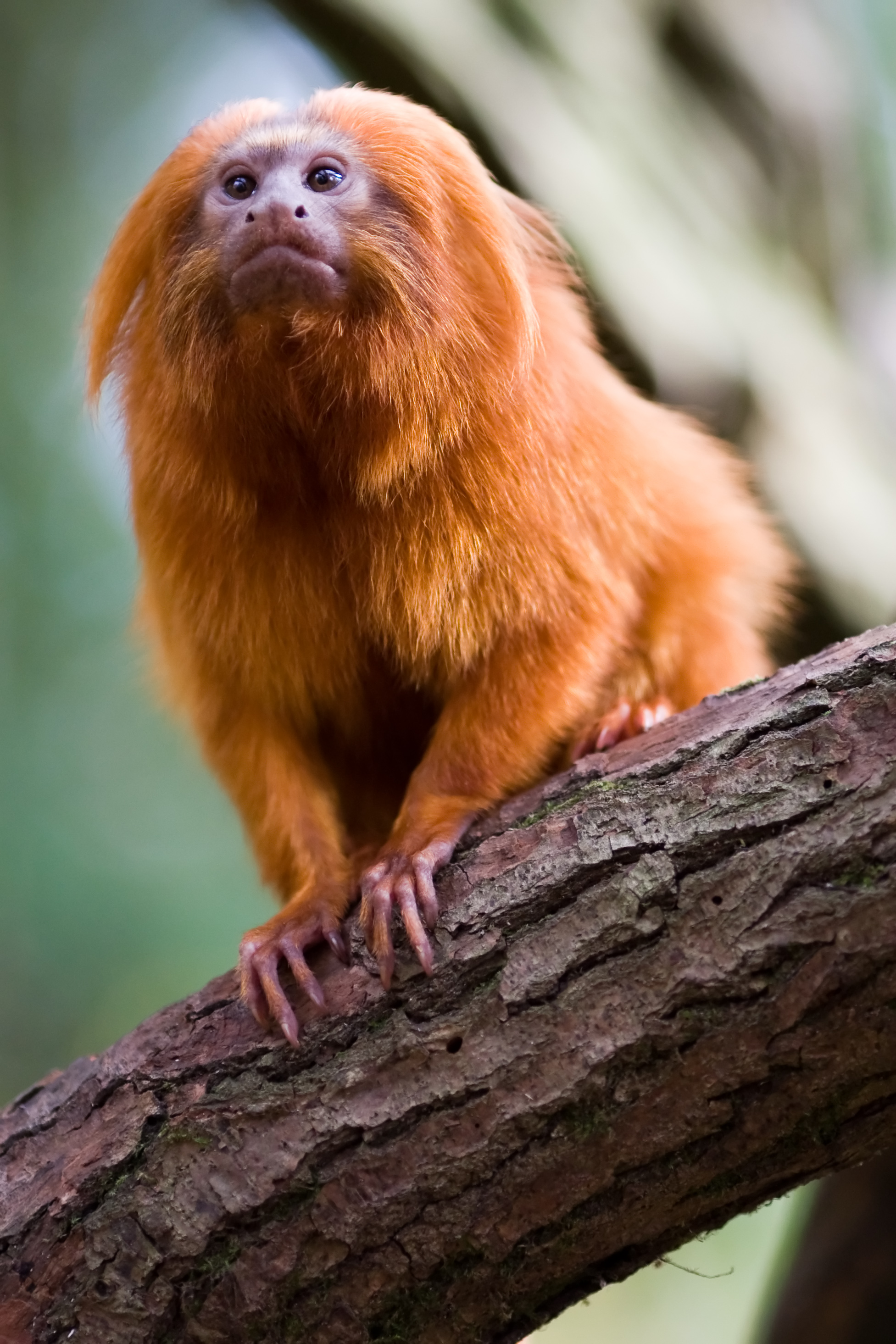
Goldenes Löwenäffchen

  - Goldkopflöwenäffchen (Leontopithecus chrysomelas)
  - Rotsteißlöwenäffchen (Leontopithecus chrysopygus)
  - Schwarzkopflöwenäffchen (Leontopithecus caissara)
- Callimico
  - Springtamarin (Callimico goeldii)
- Marmosetten
  - Gattung Büschelaffen (Callithrix)
    - Weißbüschelaffe (Callithrix jacchus)
    - Gelbohr-Büschelaffe oder Weißpinselaffe (Callithrix aurita).
    - Weißkopf-Büschelaffe (Callithrix geoffroyi)
    - Gelbkopf-Büschelaffe (Callithrix flaviceps)
    - Schwarzbüschelaffe oder Schwarzpinselaffe (Callithrix penicillata)
    - Kuhl-Büschelaffe (Callithrix kuhlii)

  - Gattung Seidenäffchen (Mico)
    - Acarí-Seidenäffchen (Mico acariensis)
    - Silberäffchen (Mico argentata)
    - Gelbweißes Seidenäffchen (Mico chrysoleuca)
    - Braunes Seidenäffchen (Mico emiliae)
    - Weißschulter-Seidenäffchen (Mico humeralifera)
    - Aripuanã-Seidenäffchen (Mico intermedia)
    - Weißes Seidenäffchen (Mico leucippe)
    - Marca-Seidenäffchen (Mico marcai)
    - Maués-Seidenäffchen (Mico mauesi)
    - Schwarzschwanz-Seidenäffchen (Mico melanura)
    - Munduruku-Seidenäffchen (Mico munduruku)
    - Schwarzkopf-Seidenäffchen (Mico nigriceps)
    - Rondonia-Seidenäffchen (Mico rondoni)
    - Sateré-Seidenäffchen (Mico saterei)
    - Schneider-Seidenäffchen (Mico schneideri)[10]

  - Gattung Callibella
    - Schwarzkronen-Seidenäffchen (Callibella humilis)

  - Gattung Zwergseidenäffchen (Cebuella)
    - Weißbauch-Zwergseidenäffchen (Cebuella niveiventris)
    - Gelbbauch-Zwergseidenäffchen (Cebuella pygmaea)